# Kronospan

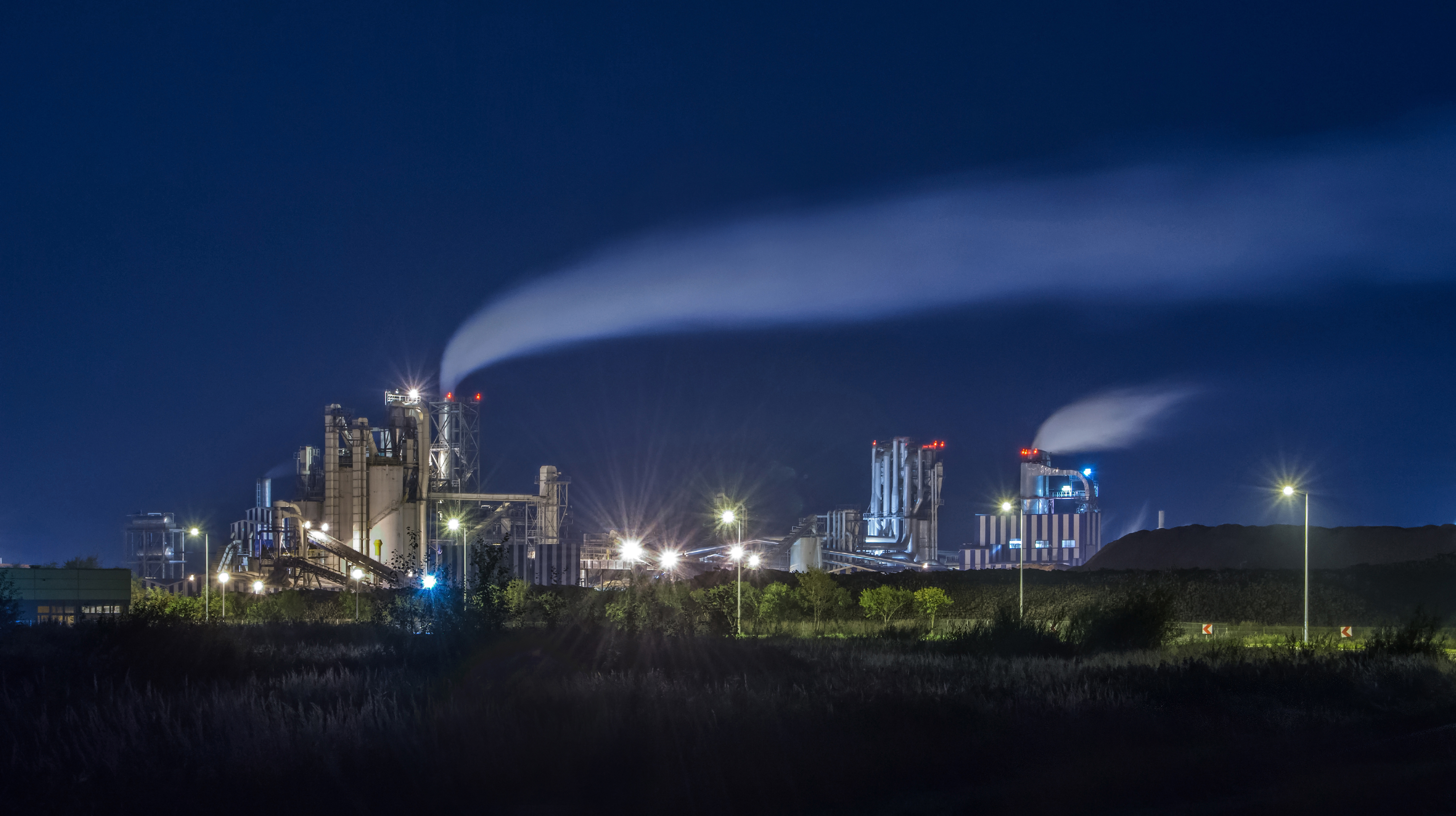
Kronospan-Werk in Mielec

Die Kronospan Holdings Limited ist die Konzernobergesellschaft der Kronospan-Gruppe, einem Hersteller von Spanplatten und Laminaten mit finanztaktischem Sitz in Nikosia auf Zypern und tatsächlichem Sitz in Wals im Bezirk Salzburg-Umgebung.
Kronospan gilt als weltgrößter Hersteller von Spanplatten und befindet sich seit Gründung im Besitz der Familie Kaindl.

## Hintergrund
Die aus Österreich stammende Unternehmerfamilie Kaindl gründete 1897 in Lungötz bei Salzburg ein Sägewerk; ab 1948 erzeugte das Sägewerk Sperrholz für die Möbelindustrie, 1959 folgten Spanplatten. Die Firma wurde nach dem Tod von Matthias Kaindl gemeinsam von dessen Söhnen, Ernst und Matthias Kaindl, geführt. 1966 gründet Ernst Kaindl die Swiss Krono Group als AG für Holzindustrie 1966 in Menznau bei Luzern in der Schweiz. 1987 erfolgte die Spaltung der Familiengesellschaft in die Krono Gruppe Schweiz, Kern der Swiss Krono Group, unter Führung von Ernst Kaindl und der Kronospan-Gruppe unter der Führung von Matthias Kaindl und dessen Sohn Peter. Im Jahr 2007 übernahm Kronospan die Unternehmen Sprela GmbH aus Spremberg und Falco Zrt. aus Ungarn von Constantia. Der geplante Kauf von FunderMax konnte aufgrund des Einspruchs der zuständigen Kartellbehörde nicht vollzogen werden.
Nach eigenen Angaben ist Kronospan der weltgrößte Hersteller von holzbasierten Verkleidungselementen. Unter dem Namen Kronochem werden auch Chemikalien für die Holzverarbeitung angeboten.
Die tatsächlichen Besitzverhältnisse sind aufgrund einer komplexen Unternehmensstruktur mit Holdinggesellschaften auf Zypern und den Kanalinseln schwer zu überschauen.
Die Kronospan-Unternehmen agieren recht eigenständig und betreiben zusammengenommen 40 Werke in Europa und teilweise auch in Asien und Nordamerika.
Das walisische Kronospan-Werk in Chirk, Wrexham, UK gehört zu den zehn größten verarbeitenden Betrieben des Landes.

## Kritik und Kontroversen
Kronospan steht aufgrund seiner Geschäftspraktiken und der Schadstoffausstöße seiner Fabriken an mehreren Standorten in der Kritik. Wegen Umweltverschmutzungen protestierten 2015 Anwohner des rumänischen Standorts in Sebeș und 2018 Bewohner der polnischen Stadt Mielec gegen das Unternehmen und für striktere Umweltauflagen.

### Standort Chirk
Am Kronospan-Standort in Chirk, Wales äußerten sich Anwohner bereits mehrfach kritisch über die schlechten Verkehrsverhältnisse und Wasserverschmutzungen, die durch Kronospan hervorgerufen werden. Durch Sägemehl wurden 2017 größere Flächen der Gemeinde verunreinigt.
Auf dem Werksgelände in Chirk kam es bereits zu mehreren Bränden, in deren Folge Kronospan teilweise Strafzahlungen auferlegt wurden. Im März 2002 brannten 8.000 Tonnen Abfallholz und im Juni desselben Jahres musste ein Feuer in einem Heizraum gelöscht werden. Im April und September 2007 und im September 2010 brachen jeweils Feuer aus. Weiterhin brannte es im Juni, zweimal im Juli und ein weiteres Mal im Oktober 2012. Im April 2014 brach ein Feuer aus, welches erst nach 11 Stunden vollständig gelöscht werden konnte.
Aufgrund von Verfehlungen in Angelegenheiten des Arbeitsschutzes wurden weitere Strafzahlungen angeordnet.

### Standort Bischweier
Der deutsche Standort in Bischweier, der 2001 übernommen und 2008 für über 160 Millionen Euro erweitert wurde, liegt seit 2011 aufgrund einer unrentablen Produktion still. Die immissionsschutzrechtliche Genehmigung zum theoretischen Betrieb der Anlage wurde bis 2020 verlängert, dies unter der Auflage, dass der Betrieb erst nach der Planung und Umsetzung eines Sanierungskonzeptes wieder aufgenommen werden darf.
Kronospan erhielt 2016 vom Regierungspräsidium eine Betriebserlaubnis zur Aufbereitung von Altholz. Gegen diese Genehmigung legte die Gemeinde Bischweier Widerspruch ein und bekam mit diesem Recht. Insbesondere die Risiken durch die mögliche Verarbeitung von schadstoffbelastetem Altholz wurden kritisch gesehen.
Im Oktober 2019 begann die Demontage der Produktionsanlagen in Bischweier. Nach deren Abbau sollten vor Ort nur noch Anlagen zur Beschichtung von Spanplatten verbleiben, was die Gemeinde Bischweier jedoch ebenfalls verhindern möchte. Laut Bürgermeister Robert Wein sei das erklärte Ziel, dass Kronospan Bischweier verlässt.

### Standort Jihlava
Am tschechischen Standort in Jihlava baute Kronospan ab 2018 die erste Holzrecyclinganlage Europas. Hier sollte Altholz, beispielsweise aus alten Möbeln, aufbereitet und zu Spanplatten weiterverarbeitet werden. In der Stadt Jihlava und der umliegenden Region wurde dieses Vorhaben äußerst kritisch gesehen, da man mit steigenden Schadstoffausstößen durch die Freisetzung von Formaldehyd und anderen Chemikalien im zu verarbeitenden Altholz rechnete. Bereits vor der Werkserweiterung klagten mehrere Anwohner über Hautausschläge und Atemprobleme. Eine erhöhte Anzahl von Krebserkrankungen wird durch die Bevölkerung mit dem Kronospan-Werk in Verbindung gebracht. Eine Umweltorganisation bezeichnete Kronospan als den zweitgrößten Emittenten von krebserregenden Stoffen in Tschechien. Im Jahr 2019 wurde bekannt, dass es sich bei der Werkserweiterung Kronospans nach tschechischem Recht um einen Schwarzbau handeln soll. Kronospan bestreitet diese Vorwürfe. Im Falle eines Rechtsverstoßes würde Kronospan eine Strafzahlung von umgerechnet 40.000 Euro drohen. In den vergangenen Jahren musste das Unternehmen bereits zwölf solcher Geldstrafen wegen anderer Vergehen bezahlen.

### Korruption und illegaler Holzschlag in der Ukraine
Laut einem Bericht der ukrainischen Zeitung Kyiv Post ist die Kronospan in Korruption und illegalen Holzhandel mit der Ukraine verstrickt. Laut der Zeitung hat das Londoner Umweltüberwachungsunternehmen Earthsight herausgefunden, dass die österreichischen Holzunternehmen Schweighofer, Kronospan, Lenzing, JAF Group sowie das Schweizer Unternehmen Swiss-Krono und eine polnische Fabrik des amerikanischen Konzerns International Paper in illegale Machenschaften rund um den Import von ukrainischem Holz in die EU verwickelt seien. Die Untersuchung brachte Beweise dafür, dass Rundholz aus der Ukraine in Zollanmeldungen als Brennholz falsch bezeichnet wurde, um das seit 2015 geltende Verbot von Rundholzexporten und das seit 2017 geltende Verbot von Kiefernholzexporten zu umgehen.
Zuvor fanden journalistische Untersuchungen von Reportern der Kiewer Post und des Projekts zur Berichterstattung über organisierte Kriminalität und Korruption Beweise für die Beteiligung der österreichischen Firma Schweighofer am illegalen Holzeinschlag in der Ukraine. Schweighofer hat auch die Europäische Union aufgefordert, Druck auf die ukrainischen Regierungsbeamten auszuüben, um das Moratorium aufzuheben, so die Untersuchungsergebnisse.
Auch die österreichische Egger Group war von gleichlautenden Vorwürfen betroffen, sieht sich jedoch aufgrund einer unabhängigen Untersuchung der Schweizer Société Générale de Surveillance als entlastet an.
Nach dem neuesten Bericht des World Wide Fund for Nature (WWF) wird bis zu einem Viertel des Karpatenholzes illegal geschlagen – ohne Genehmigung und in unbefugten Gebieten wie Nationalparks. Das entspricht einer Million Kubikmeter Holz pro Jahr.

### Vergleichszahlung an rumänische Wettbewerbsbehörde
Töchter der österreichischen Holzkonzerne Egger Group, HS Timber Group und Kronospan (und weiterer Firmen) mussten im Zuge von Vergleichen aufgrund von wettbewerbsrechtlichen Verstößen Summen in Höhe von jeweils 4,7, etwa 12 und 9,5 Millionen Euro für den untersuchten Zeitraum 2011 bis 2016 an die Wettbewerbsbehörde in Rumänien zahlen. Der WWF Österreich kritisiert die Abholzung in Urwäldern und Natura 2000-Gebieten Rumäniens und mangelnde Kontrolle durch österreichische Behörden.

### Verdacht des Umgehens von EU-Sanktionen gegen Russland und von rumänischen Abholzungskontrollen
Im April 2024 veröffentlichten mehrere MedienRecherchen des Organized Crime and Corruption Reporting Project (OCCRP), nach denen der Verdacht besteht, Kronospan hätte einem dänischen Holzimporteur illegal belarussisches Holz zum Verkauf angeboten und damit versucht, EU-Sanktionen zu umgehen. Dabei soll ein regelrechtes Netzwerk zum „Weißwaschen“ von russischem Holz aufgebaut und damit russisches Holz über China in die EU gebracht worden sein.
Zudem soll Kronospan in Rumänien Abholzungskontrollen umgangen haben.

### Ermittlungen wegen des Verdachts des illegalen Mülltransports und der Fälschung von Umweltdaten
Im Oktober 2024 wurde bekannt, dass unter der Führung der rumänischen Staatsanwaltschaft derzeit wegen des Verdachts des illegalen Mülltransports und der Fälschung von Umweltdaten gegen das Unternehmen ermittelt wird. In diesem Zuge gab es auch Hausdurchsuchungen in den rumänischen Kronospan-Werken. Kronospan soll 24 Tonnen gefährlichen Abfall als unbedenklich deklariert und nach Schweden verfrachtet haben. Zudem sollen über einen längeren Zeitraum Emissionswerte der dortigen Werke manipuliert worden sein.

## Zwischenfälle
- Am 14. Februar 2002 flog beim Sarsuragletscher eine Beechcraft King Air 300 der Firma Kronospan (Luftfahrzeugkennzeichen D-ICBC) in einen Berg. Die Maschine war im Anflug auf den Schweizer Flugplatz Samedan. Die Piloten verloren jedoch bei kritischen Sichtbedingungen (Wolkendecke, Nebel über Schnee) die räumliche Orientierung; das Flugzeug kollidierte mit dem Gelände. Beide Piloten, die einzigen Insassen, wurden getötet, die Maschine zerstört, der Gletscher mit Kerosin verschmutzt.[32][33]